# 瓦塘镇 (贵港市)
瓦塘乡，是中华人民共和国广西壮族自治区贵港市港南区下辖的一个乡镇级行政单位。

## 行政区划
瓦塘乡下辖以下地区：
瓦塘村、上江村、香江村、新江村、福新村、泽周村、六里村、南山村、三多村、鹿山村、上喜村、泮垌村、八合村、思怀村、大村、新平村、新城村、乌柳村、旺良村和柳江村。